# Лимовце
Лимовце (словен. Limovce) је насељено место у општини Вранско, Савињска регија, Словенија.

## Историја
До територијалне реорганизације у Словенији било је у саставу старе општине Жалец.

## Становништво
У попису становништва из 2011. године, Лимовце је имало 78 становника.
| Број становника према пописима | Број становника према пописима | Број становника према пописима |
| ------------------------------ | ------------------------------ | ------------------------------ |
| 1991                           | 2002                           | 2011                           |
| 86                             | 77                             | 78                             |

Напомена: Године 2015. извршена је мала размена територија између насеља Блодник (Загорје об Сави, Засавска) и Лимовца.